# N-06D
ドコモ タブレット MEDIAS TAB N-06D（ドコモ タブレット メディアス タブ エヌゼロロクディー）は、日本電気（NEC）によって開発された、NTTドコモの第3.9世代移動通信システム（Xi）と第3世代移動通信システム（FOMA）とのデュアルモードタブレット端末である。ドコモ タブレットのひとつ。

## 概要
MEDIASシリーズの一つで、初のXi対応タブレット端末である。NECカシオ モバイルコミュニケーションズではなくNECが開発を担当し、本機のウェブサイトはNECカシオの「NEC mobile」にある。
タブレット端末でありながら通話機能を備えており、更に受話口を備えているため同じく通話機能を備えるGALAXY Tab 7.0 Plus SC-02Dと違いヘッドセットも不要であり、おサイフケータイを利用することが可能である。携帯電話向けマルチメディア放送であるモバキャス（NOTTV）にも対応している。
防水性能はIPX5/IPX7等級、防塵性能はIP5X等級である。Bluetooth 4.0を搭載しており、従来のMEDIASシリーズと同じくカシオ計算機製の腕時計G-SHOCKとの連携が可能である。
バッテリー容量は3,610mAhで、交換は預かり修理となり11,235円である。

## Android 4.0での変更点
2012年12月18日にAndroid 4.0へのアップデートが開始された。
アップデートに伴う変更点・機能の追加は以下とおり。
- スクリーンキャプチャ機能の追加
- 伝言メモ機能の追加
- プライバシー設定機能の追加
- クイック返信機能の追加
- フォルダ作成の簡易化
- タブブラウザ機能の追加
- 文字入力 (ATOK) の機能追加
  - 2タッチ入力機能への対応
- ecoモードの機能追加
  - 「ecoモード自動設定」機能の追加
- Bluetoothプロファイルの追加(HID)
- 「SDカードバックアップ」「しゃべって検索」「しゃべって入力」「あんしんスキャン」アプリの追加。

4.0になったことに伴い、Google Chromeの利用が可能になった。y

## 主な機能
| 主な対応サービス                                 | 主な対応サービス                         | 主な対応サービス                       | 主な対応サービス                              |
| ------------------------------------------------ | ---------------------------------------- | -------------------------------------- | --------------------------------------------- |
| タッチパネル／加速度センサー                     | Xi／FOMAハイスピード                     | Bluetooth                              | DCMX／おサイフケータイ／赤外線／トルカ        |
| ワンセグ／モバキャス                             | メロディコール                           | テザリング                             | WiFi IEEE802.11b/g/n                          |
| GPS                                              | spモード／電話帳バックアップ             | デコメール／デコメ絵文字／デコメアニメ | iチャネル                                     |
| エリアメール／ソフトウェアーアップデート自動更新 | デジタルオーディオプレーヤー(WMA)(MP3他) | GSM／3Gローミング（WORLD WING）        | フルブラウザ／Flash Player 10.3               |
| Androidマーケット／dメニュー／dマーケット        | Gmail／Google Talk／YouTube／Picasa      | バーコードリーダ／名刺リーダ           | ドコモ地図ナビ／Google Maps／ストリートビュー |

## 歴史
- 2012年2月16日 - NTTドコモが発表する。
- 2012年3月24日 - 予約開始。
- 2012年3月30日 - 発売開始。
- 2012年12月18日 - Android 4.0へアップデート開始。[5][6]

## アップデート
2012年6月7日に以下の不具合の修正がソフトウェアアップデートによって行われた。
- NOTTV番組を視聴中、番組によって音声が正常に再生されない場合がある。

2012年6月27日に以下の不具合の修正がソフトウェアアップデートによって行われた。
- microSDXCカードを差し込むとmicroSDXCカード内のデータが破損する。
- 電源をOFFにした際、まれに次回電源をONにしても画面が真っ暗のままで表示されない場合がある。

2013年5月6日に以下の不具合の修正がソフトウェアアップデートによって行われた。
- 特定の環境において地図アプリ（ドコモ地図ナビ）でナビ機能を利用中、まれに携帯電話（本体）が再起動する場合がある。

2014年3月14日のアップデート
- 携帯電話（本体）とG-SHOCKをBluetooth接続するためのペアリングに失敗する場合がある不具合を修正する。
- ビルド番号がA3104601、A3104811、A3105101からA3105501になる。